# Mont D'Iberville
Pour les articles homonymes, voir Iberville.
Le mont D'Iberville (1 652 mètres), connu sous le nom de Mount Caubvick à Terre-Neuve, est le point culminant du Québec et de Terre-Neuve-et-Labrador. Il est situé dans la chaîne des monts Torngat. Il est nommé en l'honneur de Pierre Le Moyne d'Iberville. La montagne est située à la frontière des parcs nationaux des Monts-Torngat et Kuururjuaq.

## Toponymie
Le mont D'Iberville a été nommé en 1971 d'après Pierre Le Moyne d'Iberville (1661–1706), qui était un navigateur, commerçant, militaire, corsaire et explorateur néo-français à l'époque de la colonisation française des Amériques et héros militaire de la guerre de Succession d'Espagne. Il entreprit de nombreuses expéditions militaires victorieuses contre les Anglais dans la baie d'Hudson, Terre-Neuve, l'Acadie et la Guadeloupe. On lui impute aussi la fondation de la Louisiane. Au Canada anglophone, la montagne est plus connue sous le nom de Mount Caubvick, d'après une personnalité inuk.

## Ascension
Le mont D'Iberville est uniquement accessible par avion de brousse ou par bateau. De plus, la latitude de la montagne rend la température extrêmement imprévisible. Le sommet peut être atteint par le passage du Minaret ou par celui du Koroc.
Les premiers Occidentaux à atteindre le sommet furent les Américains Michael Adler et Christopher Goetze en 1973. En août 2003, deux alpinistes de Mississauga, Susan Barnes et Dan Pauzé, périrent en descendant la montagne,.